# Akok (Gabon)
Pour les articles homonymes, voir Akok.
Situé sur R10 qui relie la ville de Ntoum à celle de Cocobeach, Akok est le chef-lieu du canton Komo-Mbé du département du Komo-Mondah dans la province de l'Estuaire.